# Nápojový karton
Nápojový karton je obecně obal vyrobený z kompozitních materiálů pro uchování tekutin.
Karton se skládá z několika vrstev. Vnitřní vrstva, chrání kvalitu produktu obsaženého uvnitř. Je většinou zhotovena z polyethylenu. Vnitřní vrstvy zajišťují zachování tvaru kartonu. Vnější vrstva zabraňuje navlhnutí celého kartonu a jeho následnému porušení, je také vyrobena z polyethylenu.
Již v roce 1915 si John van Wormer nechal v USA patentovat nápojový karton a již v roce 1930 se mléko začalo plnit do kartonů.

## Dělení a jednotlivé vrstvy kartonů

Příklad složení nápojového kartonu, konkrétně Tetra Brik Aseptic

Nápojové kartony se dělí na aseptické, používané pro uchování trvanlivých výrobků, a neaseptické, používané pro pasterizované výrobky. Rozdíl je v tom, že aseptické mají 6 vrstev (1 papír, 4 polyethylen, 1 hliník) a obsahují 75 % papíru, 20 % plastu a 5 % hliníku. Neaseptické mají jen 4 vrstvy (1 papír a 3 polyethylen).

## Výhody a nevýhody nápojových kartonů
Kartony na nápoje mají své výhody i nevýhody.

### Výhody
- Do zavřeného kartonového obalu nemá přístup vzduch ani slunce, takže v něm některé vitamíny i celé tekutiny vydrží déle.
- Krabice je lehčí než skleněná láhev, ve kterých se nápoje (obvykle mléko) prodávalo dříve.
- Krabice jsou i mnohem skladnější a méně náchylnější k poškození či rozbití než skleněné láhve.

### Nevýhody
- V kartonu nesmí být uskladněny sycené nápoje. To kvůli tlaku, který mohou tyto nápoje vyvinout.
- Vzhledem k tomu, že je kartón neprůhledný, není možné pohledem zjistit, zda uskladněný nápoj neobsahuje plíseň.
- Složená vrstva kartonů je náročnější na výrobu.
- Výroba kartonů může vést ke kontaminaci přírody. V roce 2005 se prokázalo, že se po výrobě do kartónu uvolňují chemikálie ITX (isopropyl thioxanthon). Proto v roce 2006 firma Tetra Pak používání ITX snížila.

## Recyklace

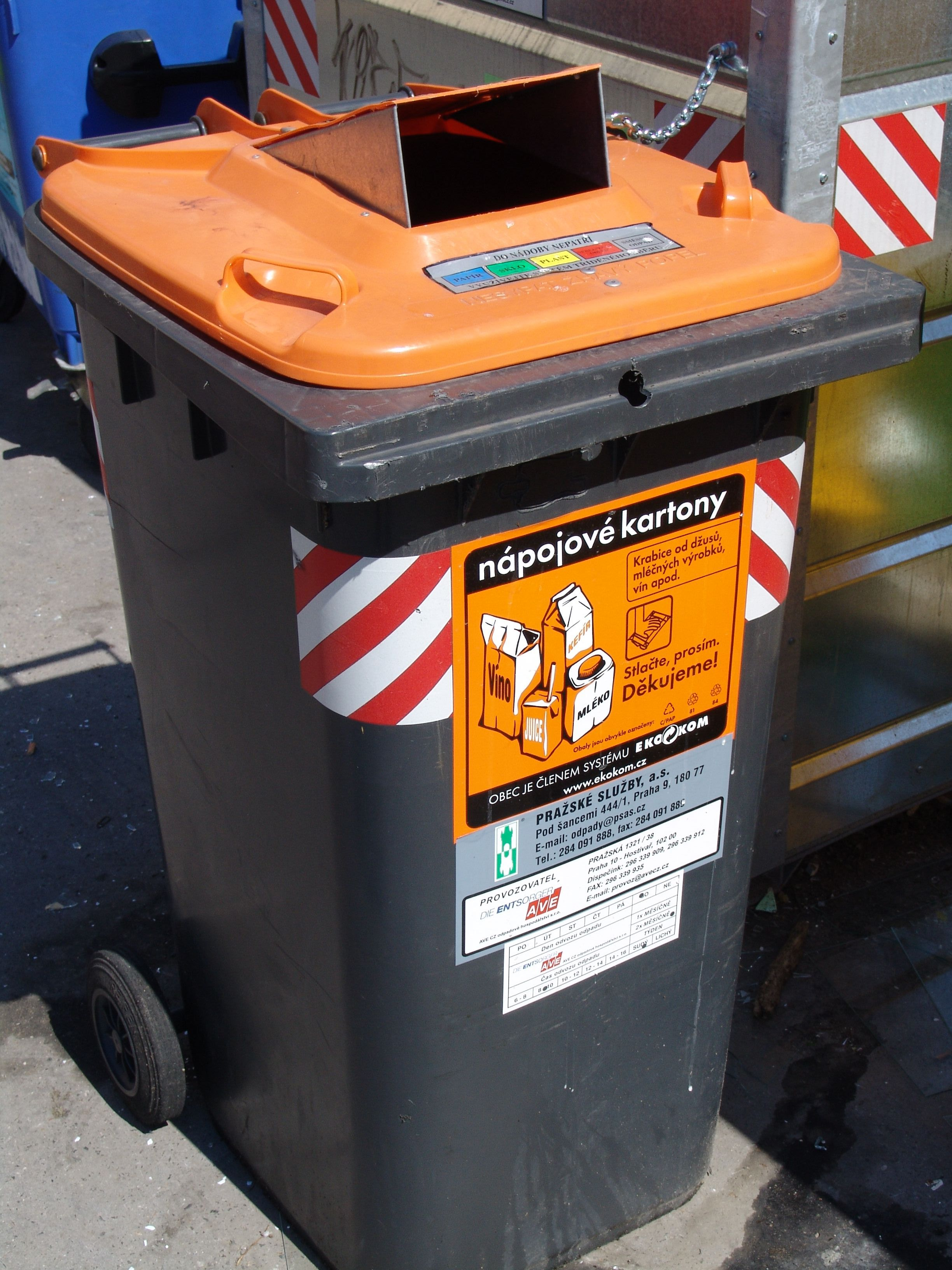
Kontejner na nápojové kartony

Jejich recyklační symbol je C/PAP, 81 a 84.
Základem recyklace je zahození kartonu do speciálního oranžového kontejneru, případně do kontejneru s oranžovou nálepkou v rámci multikomoditního sběru. Poté, co je do kontejneru vytřídíme, odvezou ho svozové služby na dotřiďovací linku. Tam se oddělí od nečistot (věcí, které do kontejneru nepatří). Poté míří do lisu. Následně tyto balíky odjíždí ke zpracování. Jsou 2 způsoby:

### 1. Papírna: Vířivé rozvláknění
Dělí se jednotlivé vrstvy pomocí tzv. „vířivého rozvláknění“. Na sítech zachytí papírová vlákna, která se pak použijí k výrobě papíru. Vířivým rozvlákněním se získá z nápojových kartonů 70–90 % celulózových vláken, které se použijí k výrobě papíru. Z takto recyklovaného papíru se vyrábí např. kartonová jádra a tubusy, toaletní papíry a ubrousky, krabice z vlnité lepenky, papírové tašky, kartonové krabice a obaly na vejce. Ze získaného hliníku se vyrábí např. autodíly či rámy oken. Zbytek (hliníková fólie a polyethylen) se používá k výrobě palet, nábytku, střešních krytin či kancelářských výrobků nebo se energeticky využije jako palivo.

### 2. Výroba desek
Karton je na speciální lince rozdrcen a je celý použit na výrobu desek, používaných např. ve stavebnictví jako desky ke stavbě dřevostaveb nebo izolace.

### Rozložení na zahradním kompostu
Další možností je karton nařezat na menší kousky a umístit na váš zahradní kompost. Z kartonu se rozloží všechny rozložitelné látky, hliník a polyethylen odstraníte prosetím.

## Jak správně třídit nápojové kartony?
Nápojový karton by měl být vyprázdněný, není ale potřeba vymývat ho. Některé nápojové kartony mají plastové víčko, které lze vytřídit společně s kartonem. Nápojové kartony je potřeba pořádně zmáčknout či sešlápnout, aby nezabíraly zbytečně moc místa v kontejneru.               
|  |  |  |

## Zdravotní rizika
Z těchto obalů se do potravin uvolňují zdraví nebezpečné ftaláty, byť v menším množství než uvolňuje PET láhev.

## Výrobci kartonů
- SIG Combibloc
- Elopak
- ITALPACK
- Tetra Pak